# 힘을 낼 시간
《힘을 낼 시간》은 2024년 개봉한 남궁선 감독의 로드 드라마 영화이다. 국가인권위원회 15번째 인권영화 프로젝트이자 20주년 기념작이다.

## 줄거리
은퇴한 아이돌 그룹 출신 친구인 수민, 태희, 사랑은 학창 시절 가지 못했던 수학여행에 대한 미련으로 제주 여행을 떠난다. 하지만 첫날 음식점에서 사랑이 옆 테이블과 시비에 휘말리면서 합의금으로 여행 경비를 전부 써버린다. 여행 경비를 메꾸기 위해서 일행은 숙소를 캠핑카로 옮기고 귤 농장에서 단기 아르바이트를 시작한다. 유실물 보관소에서 사랑이 버스에 놓고 온 빨간색 캐리어가 있다는 전화를 받고 가지만 그 빨간색 캐리어가 사랑의 것임이 아님을 발견한다. 하지만 그때 직원인 소윤이 일행을 알아보고 팬이었음을 자처하며 오랬동안 보관소에 있던 물건들과 함께 그냥 가지라고 권하자 숙소로 가지고 간다. 다음 날 귤을 따던 수민은 쓰러지고, 태희는 자신들이 아이돌임을 귤농장 사장인 상표에게 알려준다. 사정을 들은 상표는 이미 일행이 보통 사람들의 이틀치를 땄다며 이틀치 일당을 줄테니 다음날부터는 오지말고 놀라고 말한다. 다음날 산책을 나간 태희를 제외한 해변가의 레스트랑에서 있던 수민과 사랑은 소윤과 다시 만나고 소윤의 차를 타고 해안도로를 달리며 숙소로 돌아온다.

## 출연
- 최성은 : 수민 역
- 현우석 : 태희 역
- 하서윤 : 사랑 역
- 강채윤 : 소윤 역
- 홍상표 : 상표 역

## 제작
남궁선 감독은 본래 아이돌 출신 배우를 캐스팅 해야겠다고 생각했으나, 배우에 대한 사생활과 정서 보호를 위해 하지 않았다고 밝혔다.
본 촬영은 2022년 제주도에서 한 달 동안 진행되었다.
음악은 고양이를 부탁해의 음악을 담당한 모임 별이 맡았다.

## 개봉
2024년 5월 전주국제영화제에서 공개되었다. 12월 3일 CGV 용산아이파크몰에서 시사회를 가졌으며, 12월 18일 정식 개봉했다.

## 수상
2024 제25회 전주국제영화제 한국경쟁 대상, 배우상, 왓챠상,  2024 제19회 제주영화제 관객상을 수상했다.